# Klemen Štimulak
Klemen Štimulak (Dobrna, 20 juli 1990) is een Sloveens voormalig wielrenner die in 2015 zijn carrière afsloot bij Adria Mobil.
In 2013 wist hij de nationale titel in het tijdrijden te veroveren, een jaar later werd hij tweede.

## Overwinningen
2013
 Sloveens kampioen tijdrijden, Elite
2014
Bergklassement Ronde van Slovenië
Giro del Medio Brenta

## Ploegen
- 2009 –  Radenska KD Financial Point
- 2010 –  Zheroquadro Radenska
- 2011 –  Radenska
- 2012 –  Radenska
- 2013 –  Adria Mobil
- 2014 –  Adria Mobil
- 2015 –  Adria Mobil

Fajt · Gorenc · Hočevar · Maltar · Mugerli · Nose · Pavlin · Rogina · Roglič · Štimulak
Fajt · Hočevar · Maltar · Mugerli · Nose · Novak · Per · Rogina · Roglič · Štimulak
Božic · Fajt · Kump · Novak · Per · Rogina · Roglič · Rumac · Štimulak